# Championnat d'Europe masculin de water-polo 1938
Navigation
Magdebourg 1934 Monte-Carlo 1947
Le Championnat d'Europe de water-polo masculin 1938 est la quatrième édition du Championnat d'Europe de water-polo masculin, compétition organisée par la Ligue européenne de natation (LEN) et rassemblant les meilleures équipes masculines européennes. Il se déroule à Londres, au Royaume-Uni, du 7 au 13 août 1938.

## Résultat

### Classement
| Rang | Équipe          | Pts | J | G | N | P | Bp | Bc | Diff |
| ---- | --------------- | --- | - | - | - | - | -- | -- | ---- |
| 1    | Hongrie         | 12  | 6 | 6 | 0 | 0 | 35 | 3  | +32  |
| 2    | Allemagne       | 10  | 6 | 5 | 0 | 1 | 23 | 8  | +15  |
| 3    | Pays-Bas        | 6   | 6 | 2 | 2 | 2 | 17 | 22 | -5   |
| 4    | Belgique        | 5   | 6 | 2 | 1 | 3 | 17 | 19 | -2   |
| 5    | Italie          | 5   | 6 | 2 | 1 | 3 | 11 | 22 | -11  |
| 6    | France          | 4   | 6 | 1 | 2 | 3 | 12 | 17 | -5   |
| 7    | Grande-Bretagne | 0   | 6 | 0 | 0 | 6 | 10 | 34 | -24  |

### Matchs
| 7 août 1938 | Pays-Bas | 4 - 4 | Belgique |         |
|             |          |       |          | Londres |

| 7 août 1938 | Hongrie | 9 - 0 | Italie |         |
|             |         |       |        | Londres |

| 7 août 1938 | Allemagne | 6 - 0 | Grande-Bretagne |         |
|             |           |       |                 | Londres |

| 8 août 1938 | Hongrie | 7 - 1 | Pays-Bas |         |
|             |         |       |          | Londres |

| 8 août 1938 | Allemagne | 5 - 1 | Belgique |         |
|             |           |       |          | Londres |

| 8 août 1938 | France | 4 - 1 | Grande-Bretagne |         |
|             |        |       |                 | Londres |

| 9 août 1938 | Allemagne | 3 - 2 | Pays-Bas |         |
|             |           |       |          | Londres |

| 9 août 1938 | France | 1 - 1 | Italie |         |
|             |        |       |        | Londres |

| 9 août 1938 | Belgique | 7 - 2 | Grande-Bretagne |         |
|             |          |       |                 | Londres |

| 10 août 1938 | Allemagne | 4 - 0 | Italie |         |
|              |           |       |        | Londres |

| 10 août 1938 | Hongrie | 5 - 0 | France |         |
|              |         |       |        | Londres |

| 10 août 1938 | Pays-Bas | 4 - 3 | Grande-Bretagne |         |
|              |          |       |                 | Londres |

| 11 août 1938 | Belgique | 3 - 2 | France |         |
|              |          |       |        | Londres |

| 11 août 1938 | Italie | 5 - 3 | Grande-Bretagne |         |
|              |        |       |                 | Londres |

| 11 août 1938 | Hongrie | 2 - 0 | Allemagne |         |
|              |         |       |           | Londres |

| 12 août 1938 | Pays-Bas | 4 - 3 | Italie |         |
|              |          |       |        | Londres |

| 12 août 1938 | Allemagne | 5 - 3 | France |         |
|              |           |       |        | Londres |

| 12 août 1938 | Hongrie | 4 - 1 | Belgique |         |
|              |         |       |          | Londres |

| 13 août 1938 | Italie | 2 - 1 | Belgique |         |
|              |        |       |          | Londres |

| 13 août 1938 | Pays-Bas | 2 - 2 | France |         |
|              |          |       |        | Londres |

| 13 août 1938 | Hongrie | 8 - 1 | Grande-Bretagne |         |
|              |         |       |                 | Londres |

## Statistiques

### Médaillés
| Édition      | Or | Argent    | Bronze   |
| ------------ | --- | --------- | -------- |
| Londres 1938 | Hongrie Mihály Bozsi Jenő Brandi Olivér Halassy Gyula Kánásy Kálmán Kislégi István Mezei Ferenc Mezei-Wiesner István Molnár János Németh Miklós Sárkány József Tolnay Sélectionneur : Sándor Ivády | Allemagne | Pays-Bas |